# Primitive de synchronisation
Une primitive de synchronisation est un terme informatique qui désigne une instruction simple qui permet la synchronisation de processus.
Une primitive courante est l'exclusion mutuelle, ou verrou, qui permet à un processus d'être seul à effectuer la tâche ou à accéder la donnée protégée par ce verrou. Les barrières permettent d'établir un point d'attente pour plusieurs processus pour ne reprendre l'exécution qu'après que tous l'aient atteint.
Les fonctions wait et waitpid disponibles dans les programmes C pour UNIX, par exemple, sont des primitives de synchronisation permettant à un programme d’attendre qu’un de ses programmes fils ait terminé son exécution.